# Heliconius excellens
Heliconius excellens är en fjärilsart som beskrevs av Heinrich Neustetter 1926. Heliconius excellens ingår i släktet Heliconius och familjen praktfjärilar. Inga underarter finns listade i Catalogue of Life.